# Skin for Skin
Skin for Skin è per ora l'ultimo album pubblicato dalla heavy/christian metal band Bride, nel 2006.

## Il disco
Sembrava realmente giunto il definitivo crepuscolo per la white band di Louisville: annunciato lo scioglimento dopo quattordici album studio e diverse altre pubblicazioni, ci si era rassegnati al fatto che This Is It rappresentasse il loro ultimo album. Ma i fratelli Thompson da quell'annuncio a breve si sono accorti che da esprimere ne avevano ancora, e così affiancati dal bassista Lawrence Bishop e con guest i drummer Jason Lewis e Mark Gray ma soprattutto il chitarrista solista Steve Osborne, ecco che in pochi mesi viene aggiunto un nuovo capitolo alla loro lunga storia: Skin For Skin segue, scavando ancor più in profondità, il solco lasciato dal predecessore, ma qui più che hard rock è un come back al primissimo stile, quell'heavy a tratti progressivo proprio del disco Live To Die; o almeno ciò accade nella prima parte del disco.
The Calm, intro industrial fa da prologo e subito dopo inizia la title track, con cavalcate heavy e lead che fila le armonie; aggressiva è anche la voce di Dale, lontana anni luce dagli acuti fenditimpani di inizio carriera, ma lo stesso di buon livello. Un chorus che rimanda alla psichedelia non limita il nuovo brano, End of Days, dall'essere molto vicino al thrash.
Mid-tempo possente con coretti fascinosi vagamente dimessi e disincantati, ma anche riffoni squassanti ed acuti per Take the Medication; simile ma più progressiva è Inside Ourselves. Melodie ricercate non easy listening farcite di acuti ed assoli per Hard to Kick, la cui ritmica sperimentale viene ricamata da una lead guitar. Da ricordare anche il settimo pezzo Fuel and Fire, grintoso e prog, può vantare una partitura dall'affascinante pathos ombroso. Buon refrain per la prog oriented Breathless, Prodigious Savant è invece una ballad piano-acustica. Da questo punto del disco si cambia genere, ci sono infatti song di tipo country, hard rock, nu metal e una ballad finale.

## Tracce
1. The Calm
2. Skin For Skin
3. End of Days
4. Take the Medication
5. Inside Ourselves
6. Hard to Kick
7. Fuel and Fire
8. Breathless
9. Prodigious Savant
10. Bang Goodbye
11. Rise Above
12. The Government
13. Super Ego Star
14. Hang On

## Formazione
- Dale Thompson - voce
- Troy Thompson - chitarra
- Steve Osborne - chitarra
- Lawrence Bishop - basso
- Jason Lewis - batteria
- Mark Gray - batteria